# جیجی ساماراکی
جیجی ساماراکی (ایتالیایی: Gigi Sammarchi؛ زادهٔ ۲ نوامبر ۱۹۴۹) بازیگر، کمدین اهل ایتالیا است.
از فیلم‌هایی که وی در آن‌ها نقش داشته‌است، می‌توان به بزن قدش، راننده‌کامیون‌ها، مأموران آتش‌نشانی، مربی در ساحل و ریمینی ریمینی اشاره نمود.